# Pardosa aquila
Pardosa aquila är en spindelart som beskrevs av Jan Buchar och Thaler 1998. Pardosa aquila ingår i släktet Pardosa och familjen vargspindlar. Inga underarter finns listade i Catalogue of Life.